# Igrzyska Azjatyckie 1966
V Igrzyska Azjatyckie odbywały się od 9 do 20 grudnia 1966 roku w stolicy Tajlandii, Bangkoku. Zawody te odbywały się na Stadion Suphachalasai. Oficjalnego otwarcia igrzysk dokonał król Tajlandii, Bhumibol Adulyadej. Były to drugie w historii igrzyska azjatyckie organizowane przez to miasto, poprzednio miało to miejsce w 1962 roku. W późniejszych latach stolica Tajlandii zorganizowała tę imprezę także w latach 1978 i 1998.

## Uczestnicy igrzysk
| - Afganistan - Birma - Cejlon - Filipiny - Hongkong - Indie - Indonezja - Iran - Izrael | - Japonia - Korea Południowa - Malezja - Nepal - Pakistan - Republika Chińska - Singapur - Tajlandia - Wietnam Południowy |

## Konkurencje na IA 1966
| - Lekkoatletyka - Badminton - Koszykówka - Boks - Kolarstwo - Piłka nożna - Hokej na trawie | - Strzelectwo - Pływanie - Tenis stołowy - Tenis ziemny - Siatkówka - Podnoszenie ciężarów - Zapasy |

## Klasyfikacja medalowa
| Pozycja | Kraj               |     |     |     | Razem |
| ------- | ------------------ | --- | --- | --- | ----- |
| 1       | Japonia            | 78  | 53  | 33  | 164   |
| 2       | Korea Południowa   | 12  | 18  | 21  | 51    |
| 3       | Tajlandia          | 12  | 14  | 11  | 37    |
| 4       | Malezja            | 7   | 5   | 6   | 18    |
| 5       | Indie              | 7   | 3   | 11  | 21    |
| 6       | Iran               | 6   | 8   | 17  | 31    |
| 7       | Indonezja          | 5   | 5   | 12  | 32    |
| 8       | Republika Chińska  | 5   | 4   | 10  | 19    |
| 9       | Izrael             | 3   | 5   | 3   | 11    |
| 10      | Filipiny           | 2   | 15  | 25  | 42    |
| 11      | Pakistan           | 2   | 4   | 2   | 8     |
| 12      | Birma              | 1   | 0   | 4   | 5     |
| 13      | Singapur           | 0   | 5   | 7   | 12    |
| 14      | Wietnam Południowy | 0   | 1   | 1   | 2     |
| 15      | Cejlon             | 0   | 0   | 6   | 6     |
| 16      | Hongkong           | 0   | 0   | 1   | 1     |
| Razem   | Razem              | 140 | 140 | 170 | 460   |